# Molina
Molina – miasto w Chile, położone we wschodniej części regionu Maule.

## Opis
Miejscowość została założona 28 listopada 1834 roku. W mieście znajduje się węzeł drogowy K-15, K-19 i K-175. 

## Demografia
Źródło.